# 국제 키스의 날

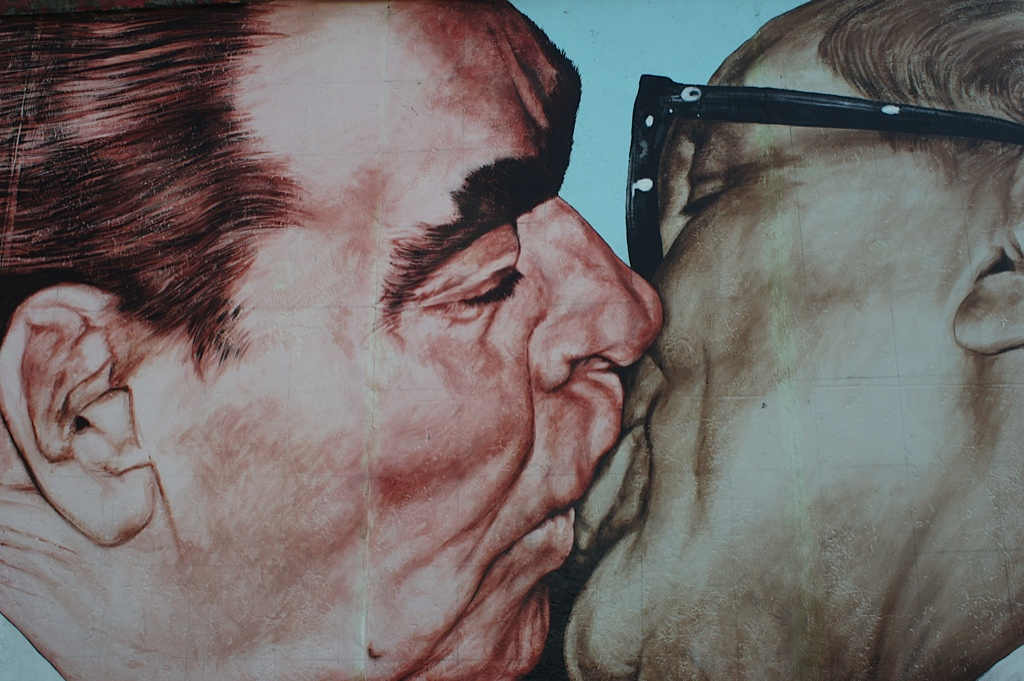

국제 키스의 날(International Kissing Day)은 7월 6일의 기념일로, 영국에서 시작되었다.
이 관행은 영국에서 시작되어 2000년대 초반에 전 세계적으로 채택되었다. 또 다른 날짜인 2월 14일은 낭만적인 발렌타인 데이이기 때문에 이 또한 국제 키스의 날로 식별되었다.

## 같이 보기
- 키스데이